# Cynodonichthys isthmensis
La olomina del istmo es la especie Cynodonichthys isthmensis, un pez de agua dulce la familia de los rivulines en el orden de los ciprinodontiformes.

## Morfología
De cuerpo alargado, los machos pueden alcanzar los 7 cm de longitud máxima.

## Distribución geográfica
Se encuentran en ríos de América Central, en cuencas fluviales de Costa Rica y Nicaragua, y es posible que también en Panamá.

## Hábitat
Viven en pequeños cursos de agua entre 20 y 43°C, de comportamiento bentopelágico y no migrador. Prefiere pantanos y acequias, con aguas de movimiento lento de arroyos y riachuelos entre el nivel del mar y 1500 m de altitud, donde se alimenta de insectos.
No es un pez estacional. Es fácil de mantener cautivo en acuario, por lo que es apreciada en acuariología.